# Mother-Daughter Exchange Club
Pour plus de détails, voir Fiche technique et Distribution.
Mother-Daughter Exchange Club est une série pornographique lesbienne américaine de vidéofilms produit par les Studios Girlfriends Films à partir de 2008.
Le slogan du film est Mother Knows Best! (« Une mère sait le mieux ! »).
Jusqu'à présent, 59 volets ont été publiés. 
Chaque volet comporte 4 scènes où un couple de femmes fait l'amour, mais parfois, c'est un trio de femmes qui s'adonne aux plaisirs charnels. 
Le concept de la série tourne autour de l'existence d'un club échangiste lesbien dans lequel s'inscrivent des duos de personnages mère/fille, en général à l'initative de la mère. Chaque mère initie ensuite la fille d'une autre membre à la sexualité lesbienne. Ce scénario de base varie ensuite au fur et à mesure des épisodes.  
Mother-Daughter Exchange Club 12 en 2011 et Mother-Daughter Exchange Club 17 en 2012 ont chacun remportés un AVN Award dans la catégorie Best Older Woman/Younger Girl Release soit Meilleure film femme mure/jeune fille.

## Liste des films
Le nom de l'actrice est suivi de son âge lors du tournage. 

### Mother-Daughter Exchange Club de 01 à 10
Mother-Daughter Exchange Club 1
- Durée : 120 minutes
- Date de sortie : 3 octobre 2008  États-Unis
- Distribution :
  - scène 1 : Cindy Craves (44 ans) et Marie McCray (23 ans)
  - scène 2 : Magdalene St. Michaels (51 ans) et Natasha Lenin (? ans)
  - scène 3 : Autumn Moon (40 ans) et Allyssa Hall (20 ans)
  - scène 4 : Dia Zerva (30 ans) et Hayden Night (21 ans)

Mother-Daughter Exchange Club 2
- Durée : 169 minutes
- Date de sortie : 21 novembre 2008  États-Unis
- Distribution :
  - scène 1 : Magdalene St. Michaels (51 ans) et Hayden Night (21 ans)
  - scène 2 : Lynn LeMay (46 ans) et Kaci Starr (23 ans)
  - scène 3 : Nicole Moore (40 ans) et Leigh Livingston (25 ans)
  - scène 4 : Magdalene St. Michaels (51 ans), Sandy Lee (31 ans) et Hayden Night (21 ans)

Mother-Daughter Exchange Club 3
- Durée : 187 minutes
- Date de sortie : 19 décembre 2008  États-Unis
- Distribution :
  - scène 1 : Lynn LeMay (47 ans) et Laci Laine (22 ans)
  - scène 2 : Magdalene St. Michaels (51 ans), Dia Zerva (40 ans) et Stephanie Sage (23 ans)
  - scène 3 : Payton Leigh (41 ans) et Stephanie Sage (23 ans)
  - scène 4 : Magdalene St. Michaels (51 ans) et Prinzzess (23 ans)

Mother-Daughter Exchange Club 4
- Durée : 179 minutes
- Date de sortie : 23 janvier 2009  États-Unis
- Distribution :
  - scène 1 : Kelly Leigh (41 ans) et Sandy Lee (31 ans)
  - scène 2 : Nicole Moore (40 ans) et Riley Rey (19 ans)
  - scène 3 : Desi Foxx (48 ans) et Riley Rey (19 ans)
  - scène 4 : Kelly Leigh (41 ans) et Elli Foxx (22 ans)

Mother-Daughter Exchange Club 5
- Durée : 150 minutes
- Date de sortie : 20 février 2009  États-Unis
- Distribution :
  - scène 1 : Payton Leigh (42 ans) et Evie Delatosso (25 ans)
  - scène 2 : June Summers (38 ans) et Prinzzess (24 ans)
  - scène 3 : Desi Foxx (48 ans) et Heather Starlet (19 ans)
  - scène 4 : Darryl Hanah (36 ans) et Elli Foxx (22 ans)

Mother-Daughter Exchange Club 6
- Durée : 147 minutes
- Date de sortie : 17 avril 2009  États-Unis
- Distribution :
  - scène 1 : KC Kelly (? ans) et Marie McCray (24 ans)
  - scène 2 : Magdalene St. Michaels (51 ans) et Lexi Belle (22 ans)
  - scène 3 : June Summers (39 ans) et Taylir Scott (19 ans)
  - scène 4 : Melissa Monet (45 ans) et Evie Delatosso (26 ans)

Mother-Daughter Exchange Club 7
- Durée : 168 minutes
- Date de sortie : 10 juillet 2009  États-Unis
- Distribution :
  - scène 1 : Diamond Foxx (36 ans), Nikki Rhodes (27 ans) et Ashlyn Rae (18 ans)
  - scène 2 : Darryl Hanah (36 ans) et Lexi Belle (21 ans)
  - scène 3 : Dia Zerva (31 ans) et Amy Moore (? ans)
  - scène 4 : Nicole Moore (41 ans) et Hayden Night (22 ans)

Mother-Daughter Exchange Club 8
- Durée : 141 minutes
- Date de sortie : 21 août 2009  États-Unis
- Distribution :
  - scène 1 : Darryl Hanah (37 ans) et Faye Reagan (20 ans)
  - scène 2 : Kelly Nichols (53 ans), Cameron Keys (35 ans) et Heather Starlet (20 ans)
  - scène 3 : Payton Leigh (42 ans) et Audrianna Angel (21 ans)
  - scène 4 : Katja Kassin (39 ans) et Prinzzess (24 ans)

Mother-Daughter Exchange Club 9
- Durée : 156 minutes
- Date de sortie : 6 novembre 2009  États-Unis
- Distribution :
  - scène 1 : Montana Skye (41 ans), Violet Addamson (34 ans) et Allie Haze (22 ans)
  - scène 2 : Violet Addamson (34 ans) et Kara Novak (20 ans)
  - scène 3 : Lexi Lamour (33 ans) et Victoria White (22 ans)
  - scène 4 : Julia Ann (40 ans) et Kagney Linn Karter (22 ans)

Mother-Daughter Exchange Club 10
- Durée : 162 minutes
- Date de sortie : 8 janvier 2010  États-Unis
- Distribution :
  - scène 1 : Persia Monir (51 ans) et Jessi Palmer (21 ans)
  - scène 2 : Darryl Hanah (37 ans) et Brooke Lee Adams (23 ans)
  - scène 3 : Magdalene St. Michaels (52 ans) et Delila Darling (22 ans)
  - scène 4 : Katrina Kelley (? ans) et Hayden Knight (23 ans)

### Mother-Daughter Exchange Club de 11 à 20
Mother-Daughter Exchange Club 11
- Durée : 150 minutes
- Date de sortie : 5 février 2010  États-Unis
- Distribution :
  - scène 1 : Persia Monir (51 ans) et Kitty Bella (20 ans)
  - scène 2 : Melissa Monet (45 ans) et Jessi Palmer (21 ans)
  - scène 3 : Erica Lauren (55 ans) et Georgia Jones (21 ans)
  - scène 4 : Sexy Vanessa (61 ans) et Chloe Conrad (25 ans)

Mother-Daughter Exchange Club 12
- Durée : 167 minutes
- Date de sortie : 2 mars 2010  États-Unis
- Distribution :
  - scène 1 : Lexi Lamour (33 ans) et Capri Anderson (21 ans)
  - scène 2 : Nicole Moore (41 ans) et Kagney Linn Karter (22 ans)
  - scène 3 : Payton Leigh (43 ans), Prinzzess (25 ans) et Chastity Lynn (22 ans)
  - scène 4 : Brenda James (39 ans) et Prinzzess (25 ans)

Mother-Daughter Exchange Club 13
- Durée : 161 minutes
- Date de sortie : 4 juin 2010  États-Unis
- Distribution :
  - scène 1 : Alexis Golden (40 ans) et Elise Graves (? ans)
  - scène 2 : Darryl Hanah (37 ans), Proxy Paige (21 ans) et Lily LaBeau (19 ans)
  - scène 3 : Mellanie Monroe (33 ans) et Prinzzess (25 ans)
  - scène 4 : Payton Leigh (43 ans) et Tweety Valentine (19 ans)

Mother-Daughter Exchange Club 14
- Durée : 178 minutes
- Date de sortie : 23 juillet 2010  États-Unis
- Distribution :
  - scène 1 : Mellanie Monroe (33 ans) et Dani Jensen (22 ans)
  - scène 2 : Darla Crane (44 ans) et Tweety Valentine (19 ans)
  - scène 3 : Becca Blossoms (36 ans) et Kimberly Gates (19 ans)
  - scène 4 : Raquel Sieb (48 ans) et Bella Banxx (19 ans)

Mother-Daughter Exchange Club 15
- Durée : 179 minutes
- Date de sortie : 20 août 2010  États-Unis
- Distribution :
  - scène 1 : Brenda James (39 ans) et Jamey Janes (22 ou 23 ans)
  - scène 2 : Darla Crane (44 ans) et Chastity Lynn (23 ans)
  - scène 3 : Payton Leigh (43 ans) et Kaci Starr (25 ans)
  - scène 4 : Darryl Hanah (38 ans) et Prinzzess (25 ans)

Mother-Daughter Exchange Club 16
- Durée : 154 minutes
- Date de sortie : 22 octobre 2010  États-Unis
- Distribution :
  - scène 1 : Shay Fox (41 ans) et Keira Kelly (18 ans)
  - scène 2 : Kate Kastle (38 ans) et Eve Evans (22 ans)
  - scène 3 : Brenda James (40 ans) et Brooklyn Lee (21 ans)
  - scène 4 : Kendra Secrets (41 ans) et Chastity Lynn (23 ans)

Mother-Daughter Exchange Club 17
- Durée : 172 minutes
- Date de sortie : 19 novembre 2010  États-Unis
- Distribution :
  - scène 1 : Nicole Moore (42 ans) et Chastity Lynn (23 ans)
  - scène 2 : Janet Mason (43 ans) et April O'Neil (23 ans)
  - scène 3 : Nicole Moore (42 ans) et Kylie Ryder (? ans)
  - scène 4 : Rebecca Bardoux (47 ans) et Aubrey Belle (19 ans)
  - participation non sexuelle de Brenda James (40 ans) et Elexis Monroe (30 ans)

Mother-Daughter Exchange Club 18
- Durée : 158 minutes
- Date de sortie : 18 mars 2011  États-Unis
- Distribution :
  - scène 1 : Brenda James (40 ans) et Sarah Shevon (26 ans)
  - scène 2 : Magdalene St. Michaels (53 ans) et Chastity Lynn (23 ans)
  - scène 3 : Rebecca Bardoux (47 ans) et Tweety Valentine (20 ans)
  - scène 4 : Mellanie Monroe (34 ans) et Missy Martinez (22 ans)

Mother-Daughter Exchange Club 19
- Durée : 186 minutes
- Date de sortie : 20 mai 2011  États-Unis
- Distribution :
  - scène 1 : Zoey Holloway (38 ans) et Darcy Tyler (28 ans)
  - scène 2 : Nicole Moore (43 ans) et Aiden Ashley (21 ans)
  - scène 3 : Brenda James (40 ans) et Jessi Palmer (22 ans)
  - scène 4 : Persia Monir (52 ans) et Aubrey Belle (19 ans)

Mother-Daughter Exchange Club 20
- Durée : 139 minutes
- Date de sortie : 5 août 2011  États-Unis
- Distribution :
  - scène 1 : Brenda James (40 ans) et Ashlynn Leigh (19 ans)
  - scène 2 : Rebecca Bardoux (47 ans) et Chastity Lynn (23 ans)
  - scène 3 : Becca Blossoms (37 ans) et Pepper Kester (18 ans)
  - scène 4 : Darla Crane (45 ans) et Allie Haze (24 ans)

### Mother-Daughter Exchange Club de 21 à 30
Mother-Daughter Exchange Club 21
- Durée : 169 minutes
- Date de sortie : 7 octobre 2011  États-Unis
- Distribution :
  - scène 1 : Raquel Sieb (49 ans) et Hayden Night (24 ans)
  - scène 2 : Magdalene St. Michaels (54 ans) et Cindy Hope (26 ans)
  - scène 3 : Syren De Mer (42 ans) et Trinity St. Clair (21 ans)
  - scène 4 : Zoey Holloway (39 ans) et Shyla Jennings (26 ans)

Mother-Daughter Exchange Club 22
- Durée : 120 minutes
- Date de sortie : 6 janvier 2012  États-Unis
- Distribution :
  - scène 1 : Lily LaBeau (21 ans) et Amber Chase (33 ans)
  - scène 2 : Brandi Love (38 ans) et Sensi Pearl (24 ans)
  - scène 3 : Nicole Moore (43 ans) et Kim Carter (23 ans)
  - scène 4 : Raylene (34 ans) et Brett Rossi (22 ans)

Mother-Daughter Exchange Club 23
- Durée : 161 minutes
- Date de sortie : 17 février 2012  États-Unis
- Distribution :
  - scène 1 : Darla Crane (45 ans) et Casandra Nix (19 ans)
  - scène 2 : Raquel Sieb (50 ans) et Dani Jensen (24 ans)
  - scène 3 : Persia Monir (53 ans) et Danica Dillon (25 ans)
  - scène 4 : Zoey Holloway (39 ans) et Jessi Palmer (23 ans)

Mother-Daughter Exchange Club 24
- Durée : 141 minutes
- Date de sortie : 18 mai 2012  États-Unis
- Distribution :
  - scène 1 : Crystal Jewels (? ans) et Alyssa Branch (20 ans)
  - scène 2 : Magdalene St. Michaels (54 ans) et Maddy O'Reilly (19 ans)
  - scène 3 : Jodi West (? ans) et Amanda Bryant (? ans)
  - scène 4 : Brandi Love (39 ans) et Prinzzess (27 ans)

Mother-Daughter Exchange Club 25
- Durée : 214 minutes
- Date de sortie : 20 juillet 2012  États-Unis
- Distribution :
  - scène 1 : Jodi West (? ans) et Mia Gold (23 ans)
  - scène 2 : Syren De Mer (43 ans) et Kiera Winters (19 ans)
  - scène 3 : Bibette Blanche (44 ans) et Izy-Bella Blue (22 ou 23 ans)
  - scène 4 : Brandi Love (39 ans) et Prinzzess (27 ans)

Mother-Daughter Exchange Club 26;
- Durée : 171 minutes
- Date de sortie : 7 septembre 2012  États-Unis
- Distribution :
  - scène 1 : Nicole Moore (44 ans) et Elle Alexandra (21 ans)
  - scène 2 : Raquel Sieb (50 ans) et Mia Gold (23 ans)
  - scène 3 : Anastasia Pierce (38 ans) et Aaliyah Love (26 ans)
  - scène 4 : Nicole Moore (44 ans) et Cassie Laine (20 ans)

Mother-Daughter Exchange Club 27
- Durée : 119 minutes
- Date de sortie : 2013  États-Unis
- Distribution : 
  - scène 1 : Zoey Holloway et Kelly Surfer
  - scène 2 : Tanya Tate et Veruca James
  - scène 3 : Prinzzess, RayVeness et Jenna J Ross
  - scène 4 : Staci Silverstone et India Summer

Mother-Daughter Exchange Club 28
- Durée : 174 minutes
- Date de sortie : 2013  États-Unis
- Distribution : 
  - scène 1 : Raquel Sieb et Dillion Harper
  - scène 2 : Syren De Mer et Kiera Winters
  - scène 3 : Mellanie Monroe et Adriana Chechik
  - scène 4 : Anastasia Pierce et Bree Daniels

Mother-Daughter Exchange Club 29
- Durée : 156 minutes
- Date de sortie : 2013  États-Unis
- Distribution : 
  - scène 1 : Catie Parker et Julia Ann
  - scène 2 : Keira Kelly et Raquel Sieb
  - scène 3 : Raquel Sieb et Heather Starlet
  - scène 4 : Ash Hollywood (24 ans) et Magdalene St. Michaels (56 ans)

Mother-Daughter Exchange Club 30
- Durée : 176 minutes
- Date de sortie : 2013  États-Unis
- Distribution : 
  - scène 1 : Adriana Chechik (22 ans) et Darla Crane (47 ans)
  - scène 2 : Anastasia Pierce et Prinzzess
  - scène 3 : Shyla Jennings et Raven LeChance
  - scène 4 : Dyanna Lauren (48 ans) et Adriana Chechik (22 ans)

### Mother-Daughter Exchange Club de 31 à 40
Mother-Daughter Exchange Club 31
- Durée : 178 minutes
- Date de sortie : 2014  États-Unis
- Distribution : 
  - scène 1 : Payton Leigh (45 ans) et Prinzzess (30 ans)
  - scène 2 : Shay Fox et Kinky Gaga
  - scène 3 : Raquel Sieb (52 ans) et Shae Snow (23 ans)
  - scène 4 : Karen Fisher et Sadie Kennedy

Mother-Daughter Exchange Club 32
- Durée : 172 minutes
- Date de sortie : 2014  États-Unis
- Distribution : 
  - scène 1 : Kendall Karson (26 ans) et Syren De Mer (45 ans)
  - scène 2 : Angie Noir et Jenna J Ross
  - scène 3 : Alex Chance (25 ans) et Magdalene St. Michaels (57 ans)
  - scène 4 : Adriana Chechik (23 ans) et Zoey Holloway (42 ans)

Mother-Daughter Exchange Club 33
- Durée : 164 minutes
- Date de sortie : 2014  États-Unis
- Distribution : 
  - scène 1 : Dana DeArmond (35 ans) et Shyla Jennings (25 ans)
  - scène 2 : Miss Eva Lovia (25 ans) et Simone Sonay (42 ans)
  - scène 3 : Mia Gold (25 ans) et Mischa Brooks (24 ans)
  - scène 4 : Magdalene St. Michaels (57 ans) et Raylene (42 ans)

Mother-Daughter Exchange Club 34
- Durée : 190 minutes
- Date de sortie : 2014  États-Unis
- Distribution : 
  - scène 1 : Anastasia Pierce (40 ans) et Scarlet Red (22 ans)
  - scène 2 : Dillion Harper (23 ans) et Shayla LaVeaux (45 ans)
  - scène 3 : Shyla Jennings, Simone Sonay et Abigail Mac
  - scène 4 : Abigail Mac et Nicky Ferrari

Mother-Daughter Exchange Club 35
- Durée : 184 minutes
- Date de sortie : 2014  États-Unis
- Distribution : 
  - scène 1 : Nicole Moore (45 ans) et Marley Matthews (19 ans)
  - scène 2 : Mindi Mink (46 ans) et Tara Morgan (23 ans)
  - scène 3 : Raquel Sieb (52 ans), Tara Morgan (23 ans) et Staci Carr (22 ans)
  - scène 4 : Julia Ann (45 ans) et Staci Carr (22 ans)

Mother-Daughter Exchange Club 36
- Durée : 177 minutes
- Date de sortie : 2014  États-Unis
- Distribution : 
  - scène 1 : Misty Rain et Jodi Taylor
  - scène 2 : RayVeness (42 ans) et Tara Morgan (23 ans)
  - scène 3 : Chanel Preston (29 ans) et Scarlet Red (22 ans)
  - scène 4 : Cherie DeVille et Nora Belle

Mother-Daughter Exchange Club 37
- Durée : 215 minutes
- Date de sortie : 2015  États-Unis
- Distribution : 
  - scène 1 : Scarlet Red (23 ans) et Syren De Mer (46 ans)
  - scène 2 : Anikka Albrite (31 ans) et Shyla Jennings (26 ans)
  - scène 3 : Mindi Mink (47 ans) et Veruca James (27 ans)
  - scène 4 : Melissa May (19 ans) et Anastasia Pierce (41 ans)

Mother-Daughter Exchange Club 38
- Durée : 208 minutes
- Date de sortie : 2015  États-Unis
- Distribution : 
  - scène 1 : Nicky Ferrari et Tara Morgan
  - scène 2 : Mindi Mink (47 ans) et Jenna Sativa (23 ans)
  - scène 3 : Jodi Taylor et Karen Fisher
  - scène 4 : Kacy Lane (21 ans) et Raquel Sieb (53 ans)

Mother-Daughter Exchange Club 39
- Durée : 206 minutes
- Date de sortie : 2015  États-Unis
- Distribution : 
  - scène 1 : Mindi Mink et Julia Rae
  - scène 2 : Kali Karinena et Jorden Kennedy
  - scène 3 : Phoenix Marie (34 ans) et Kylie Sinner (20 ans)
  - scène 4 : Mercedes Carrera (33 ans) et Tara Morgan (24 ans)

Mother-Daughter Exchange Club 40
- Durée : 192 minutes
- Date de sortie : 2015  États-Unis
- Distribution : 
  - scène 1 : Payton Leigh (48 ans) et Whitney Westgate (21 ans)
  - scène 2 : Melissa May et Simone Sonay
  - scène 3 : Alice March et Tanya Tate
  - scène 4 : Alesandra Noir et Eva Long

### Mother-Daughter Exchange Club de 41 à 50
Mother-Daughter Exchange Club 41
- Durée : plus de 2h
- Date de sortie : 2015  États-Unis
- Distribution : 
  - scène 1 : Nicky Ferrari et Julia Rae
  - scène 2 : Luna Star et Kali Karinena
  - scène 3 : Mindi Mink et Shyla Jennings
  - scène 4 : Syren De Mer (46 ans) et Jillian Janson (20 ans)

Mother-Daughter Exchange Club 42
- Durée : plus de 2h
- Date de sortie : 2016  États-Unis
- Distribution : 
  - scène 1 : Anastasia Pierce et Alexa Grey
  - scène 2 : Alexis Fawx et Alice Lighthouse
  - scène 3 : Nadia Styles et Kristen Scott
  - scène 4 : Jackie Maire et Kendra James

Mother-Daughter Exchange Club 43
- Durée : plus de 2h
- Date de sortie : 2016  États-Unis
- Distribution : 
  - scène 1 : Alura Jenson et Jojo Kiss
  - scène 2 : Syren De Mer et Kristen Scott
  - scène 3 : Scarlet Red et Simone Sonay
  - scène 4 : Julia Ann et Shyla Ryder

Mother-Daughter Exchange Club 44
- Durée : plus de 2h
- Date de sortie : 2016  États-Unis
- Distribution : 
  - scène 1 : Mindi Mink et Bree Daniels
  - scène 2 : Karen Fisher et Charlotte Cross
  - scène 3 : Anya Olsen et Raquel Sieb
  - scène 4 : Cadence Lux et Tanya Tate

Mother-Daughter Exchange Club 45
- Durée : plus de 2h
- Date de sortie : 2016  États-Unis
- Distribution : 
  - scène 1 : Nicky Ferrari et Alison Rey
  - scène 2 : Alexis Fawx et Jenna Sativa
  - scène 3 : Darla Crane et Megan Sage
  - scène 4 : Syren De Mer et Katy Kiss

Mother-Daughter Exchange Club 46
- Durée : plus de 2h
- Date de sortie : 2017  États-Unis
- Distribution : 
  - scène 1 : Katie Morgan et Ziggy Star
  - scène 2 : Reagan Foxx et Charlotte Cross
  - scène 3 : Britney Amber et Karter Foxx
  - scène 4 : Julia Ann et Keisha Grey

Mother-Daughter Exchange Club 47
- Durée : plus de 3h
- Date de sortie : 2017  États-Unis
- Distribution : 
  - scène 1 : Mindi Mink et Arielle Faye
  - scène 2 : Holly Hendrix et Eva Long
  - scène 3 : Lena Paul et Reagan Foxx
  - scène 4 : Holly Hendrix et India Summer

Mother-Daughter Exchange Club 48
- Durée : plus de 3h
- Date de sortie : 2017  États-Unis
- Distribution : 
  - scène 1 : Eva Long et Arielle Faye
  - scène 2 : Cadey Mercury et Mindi Mink
  - scène 3 : Reagan Foxx et Sydney Cole
  - scène 4 : Cory Chase et Maya Kendrick

Mother-Daughter Exchange Club 49
- Durée : plus de 3h
- Date de sortie : 2017  États-Unis
- Distribution : 
  - scène 1 : Cory Chase et Stephanie West
  - scène 2 : Cory Chase et Violet Starr
  - scène 3 : Eliza Jane et Eva Long
  - scène 4 : Syren De Mer et Elsa Jean

Mother-Daughter Exchange Club 50
- Durée : plus de 3h
- Date de sortie : 2017  États-Unis
- Distribution : 
  - scène 1 : Honey Gold et Alana Cruise
  - scène 2 : Richelle Ryan et Brenna Sparks
  - scène 3 : Mindi Mink et Pamela Morrison
  - scène 4 : Makayla Cox et Darci Dolce

### Mother-Daughter Exchange Club de 51 à 59
Mother-Daughter Exchange Club 51
- Durée : plus de 2h
- Date de sortie : 2018  États-Unis
- Distribution : 
  - scène 1 : Jessica Rex et Mindi Mink
  - scène 2 : Kendra Spade et Reagan Foxx
  - scène 3 : Jessica Rex et Cory Chase
  - scène 4 : Chanel Preston et Scarlett Sage

Mother-Daughter Exchange Club 52
- Durée : plus de 2h
- Date de sortie : 2018  États-Unis
- Distribution : 
  - scène 1 : Alura Jenson et Samantha Hayes
  - scène 2 : India Summer et Emily Willis
  - scène 3 : Isis Love et Kyra Rose
  - scène 4 : Serene Siren et Elena Koshka

Mother-Daughter Exchange Club 53
- Durée : plus de 2h
- Date de sortie : 2018  États-Unis
- Distribution : 
  - scène 1 : Dana DeArmond (39 ans) et Victoria Voxxx (23 ans)
  - scène 2 : Mindi Mink (49 ans) et Athena Faris (21 ans)
  - scène 3 : Dee Williams (40 ans) et Milana May (28 ans)
  - scène 4 : Reagan Foxx (48 ans) et Athena Faris (21 ans)

Mother-Daughter Exchange Club 54
- Durée : plus de 2h
- Date de sortie : 2018  États-Unis
- Distribution : 
  - scène 1 : Reagan Foxx et Scarlett Sage
  - scène 2 : Jenna Foxx et Julia Ann
  - scène 3 : Athena Faris et Jayden Cole
  - scène 4 : Jill Kassidy et Ryan Keely

Mother-Daughter Exchange Club 55
- Durée : plus de 2h30
- Date de sortie : 2018  États-Unis
- Distribution : 
  - scène 1 : Sarah Vandella et Jillian Janson
  - scène 2 : Julia Ann et Scarlett Sage
  - scène 3 : Dana DeArmond et Tali Dova
  - scène 4 : Jade Baker et Reagan Foxx

Mother-Daughter Exchange Club 56
- Durée : plus de 2h
- Date de sortie : 2018  États-Unis
- Distribution : 
  - scène 1 : Vienna Rose et Syren De Mer
  - scène 2 : Jessica Rex et Serene Siren
  - scène 3 : Reagan Foxx et Vanna Bardot
  - scène 4 : Elsa Jean et Sarah Vandella

Mother-Daughter Exchange Club 57
- Durée : plus de 2h
- Date de sortie : 2019  États-Unis
- Distribution : 
  - scène 1 : Vanna Bardot et Kylie Kingston
  - scène 2 : Jade Baker et Dava Foxx
  - scène 3 : India Summer et Maya Kendrick
  - scène 4 : Serene Siren et April Aniston

Mother-Daughter Exchange Club 58
- Durée : plus de 2h
- Date de sortie : 2019  États-Unis
- Distribution : 
  - scène 1 : Chanel Preston et Lacy Lennon
  - scène 2 : Ryan Keely et Vanna Bardot
  - scène 3 : Serene Siren et Dolly Leigh
  - scène 4 : Petra Blair et Reagan Foxx

Mother-Daughter Exchange Club 59
- Durée : plus de 2h
- Date de sortie : 2019  États-Unis
- Distribution : 
  - scène 1 : Becky Bandini et Melody Marks
  - scène 2 : Dee Williams et Winter Jade
  - scène 3 : Eva Long et Kiarra Kai
  - scène 4 : Kit Mercer et Serena Avery

Mother-Daughter Exchange Club 60
- Durée : 2h 32m
- Date de sortie : 2019  États-Unis
- Distribution : 
  - scène 1 : Alura Jensonet et Kylie Kingston
  - scène 2 : Isabella Nice et Riley Star
  - scène 3 : Britney Amber et Mackenzie Moss
  - scène 4 : Dana DeArmond et Daphne Dare

## Récompenses et nominations
- 2010 AEBN Award nominee – Overall Straight – Mother-Daughter Exchange Club 3
- 2010 AVN Award nominee – Best All-Girl Series
- 2011 AEBN Award nominee – Best Lesbian Movie – Mother-Daughter Exchange Club 9
- 2011 AEBN Award nominee – Best Series
- 2011 AVN Award – Best Older Woman/Younger Girl Release – Mother-Daughter Exchange Club 12[1]
- 2011 AVN Award nominee – Best MILF Series
- 2012 AVN Award – Best Older Woman/Younger Girl Release – Mother-Daughter Exchange Club 17
- 2012 AVN Award nominee – Best Specialty Series
- 2012 XBIZ Award nominee – All-Girl Series of the Year